# Erick Elías
Erick Elías Rabinovitz (Guadalajara, México; 23. lipnja 1980.) meksički je filmski i kazališni glumac.

## Rani život
Rabinovitz je rođen u Guadalajari u židovskoj obitelji. Bio je član glazbene grupe Tierra Cero, sudjelovao je u reality programu Protagonistas de novela zajedno s Elizabeth Gutiérrez i William Levy gdje je i pobijedio. Ulogu negativca dobio je u telenoveli Gitanas, a i dalje je nastavio raditi za Telemundo i sudjelovao je u još dvije telenovele El cuerpo del deseo i El Zorro, la espada y la rosa. Njegova prva glavna uloga bila je u telenoveli Tormenta en el paraíso gdje je glumio sa Sarom Maldonado. Za svoje uloge morao je naučiti razne vještine poput jahanja, ronjenja i sviranja violine.

## Privatni život
U braku od 2010. godine s Karlom Guindi i s njome ima dvije kćeri: Penélope i Oliviju.

## Karijera

### Telenovele:
- El hotel de los secretos (2016.) – Julio Olmedo
- El color de la pasión (2014.) – Marcelo Escalante
- Porque el amor manda (2012. – 2013.) – Rogelio Rivadeneira
- Ni contigo ni sin ti (2011.) – Iker Rivas Olmedo
- Niña de mi corazón (2010.) – Darío Arrioja Alarcón
- En nombre del amor (2008. – 2009.) – Gabriel Lizardi
- Tormenta en el paraíso (2007. – 2008.) – Nicolás Bravo
- El Zorro, la espada y la rosa (2007.) – Renzo
- El cuerpo del deseo (2005. – 2006.) – Antonio Domínguez
- Gitanas (2004. – 2005.) – Jonás
- Amigos x siempre (2000.)
- DKDA: Sueños de juventud (1999. –2000.)

### Programi:
- Locas de amor (2009.) – Damián
- Protagonistas de novela (2003.) – sudionik

### Filmovi:
- A ti te quería encontrar (2018.) – Diego
- La leyenda del Charro Negro (2018.) – Charro Negro
- El ángel en el reloj (2017.) – Alejandro
- Cuando los hijos regresan (2017.) – Chico
- ¿Qué culpa tiene el niño? (2016.) – Juan Pablo
- Compadres (2016.) – Santos
- Los inquilinos (2016.) – Demián
- Amor de mis amores (2014.) – Javier
- Actores S.A. (2013.) – El enmascarado
- Lluvia de hamburguesas 2 (2013.) – Flint Lockwood
- No sé si cortarme las venas o dejármelas largas (2013.) – Aarónov prijatelj
- Lluvia de hamburguesas (2009.) – Flint Lockwood
- Polvorita (2005.)
- Porque el amor manda (2012. – 2013.)

### Kazalište:
- El cartero.
- Échame la culpa.
- El abogado.
- Cartas de Brunela.